# Tahir
Tahir (in alfabeto arabo: طاهر, traslitterato anche Taher) è un nome proprio di persona arabo maschile.

## Varianti
- Femminili: طاهرة (Tahira)[1][2]

### Varianti in altre lingue
- Azero: Tahir[2]
  - Femminili: Tahirə[2]
- Bosniaco: Tahir[2]
- Persiano: Taher[2]
- Turco: Tahir[2]
  - Femminili: Tahire[2]
- Urdu: طاہر (Tahir)[2]
  - Femminili: طاہرہ (Tahira)[2]

## Origine e diffusione
Riprende direttamente un termine arabo che vuol dire "puro", "casto", "virtuoso"; ha quindi significato analogo ad altri nomi quali Agnese, Partenio e Zaccheo.

## Persone

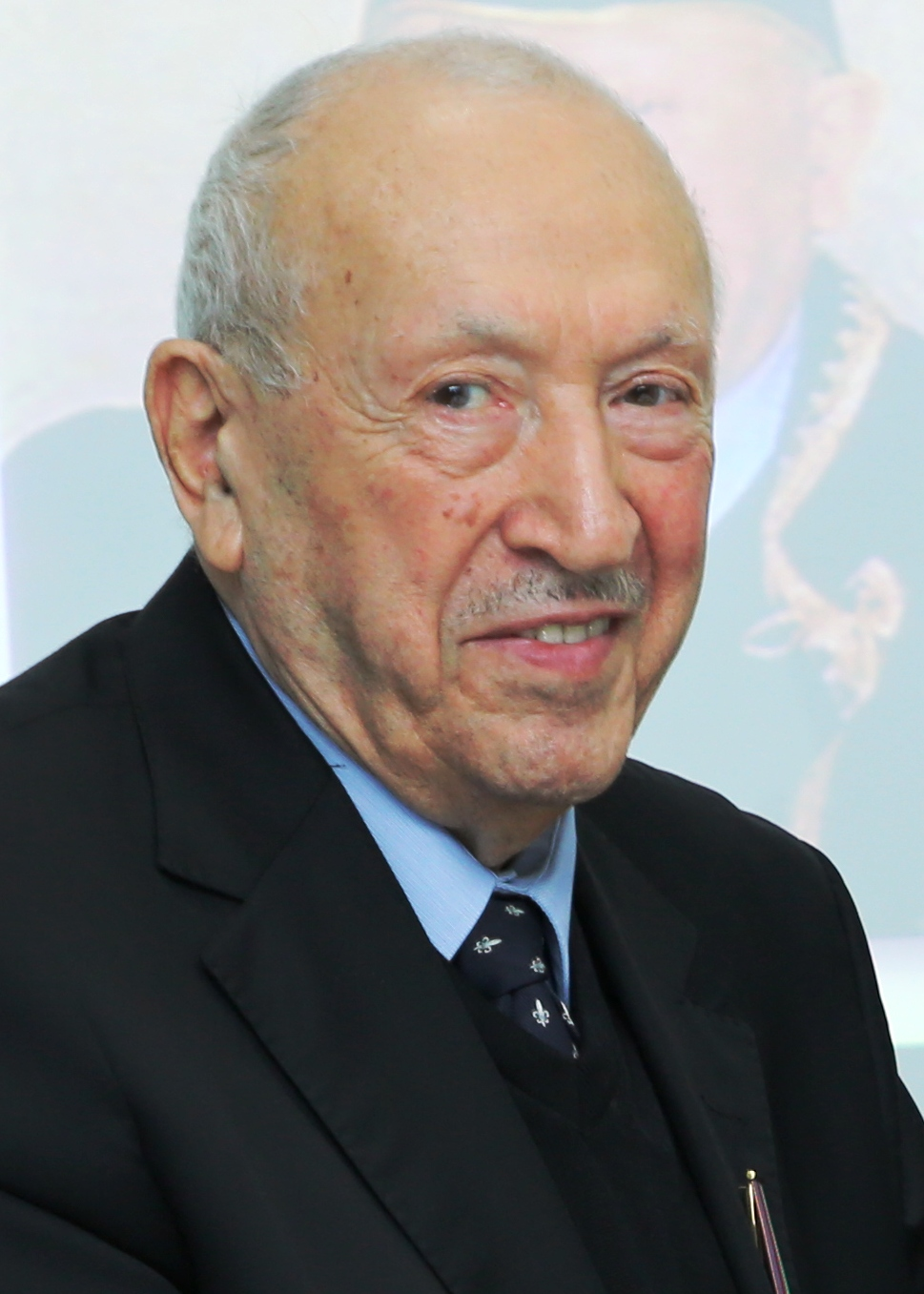
Tahir Salahov

- Tahir ibn al-Husayn, generale e funzionario persiano
- Tahir Salahov, pittore azero
- Tahir Shah, scrittore, esploratore e documentarista britannico
- Tahir Whitehead, giocatore di football americano statunitense
- Tahir Yahya, militare e politico iracheno

### Variante Taher
- Taher Mohamed, calciatore egiziano